# Saint-Jammes

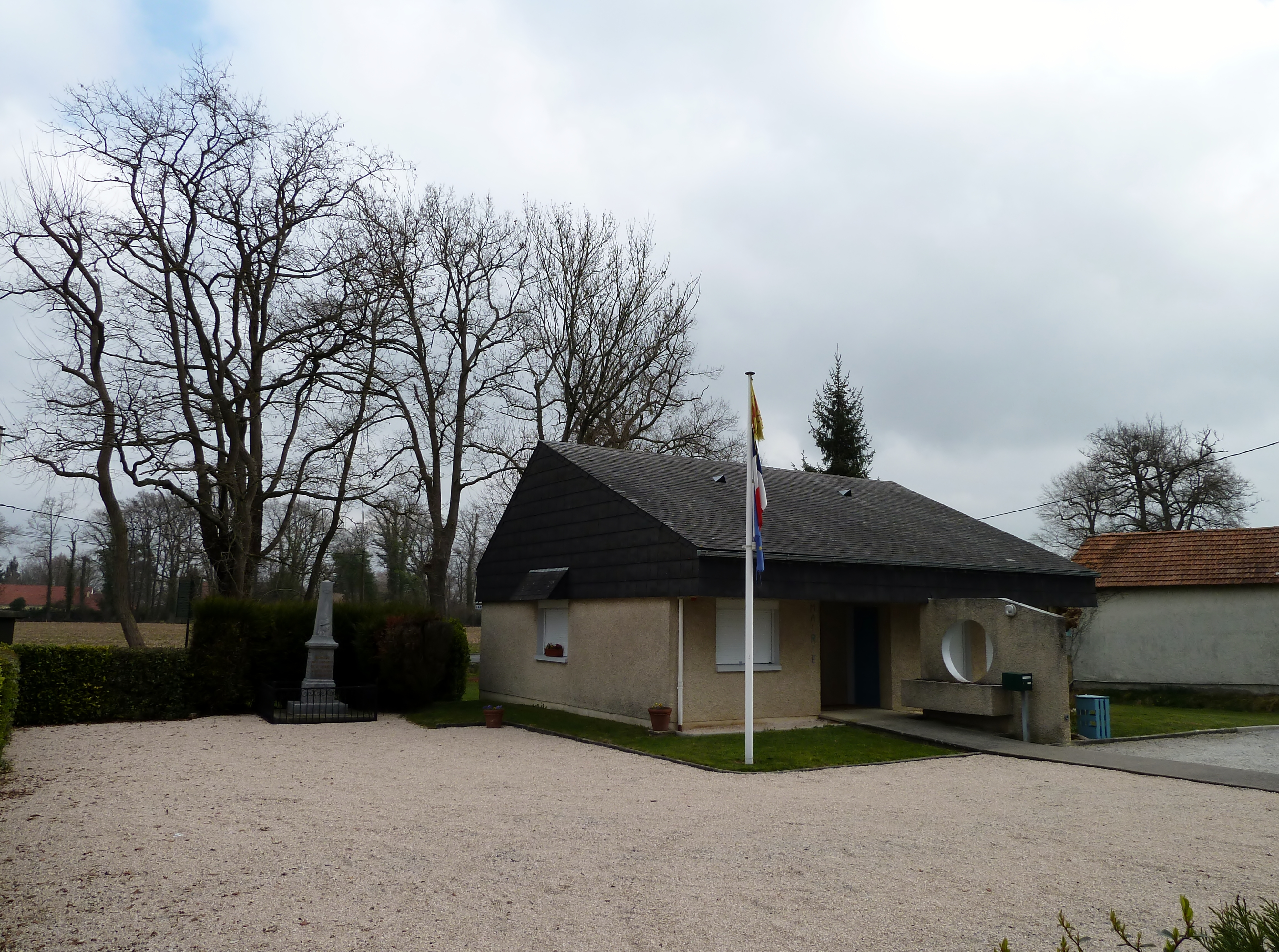
Saint - Jammes city hall

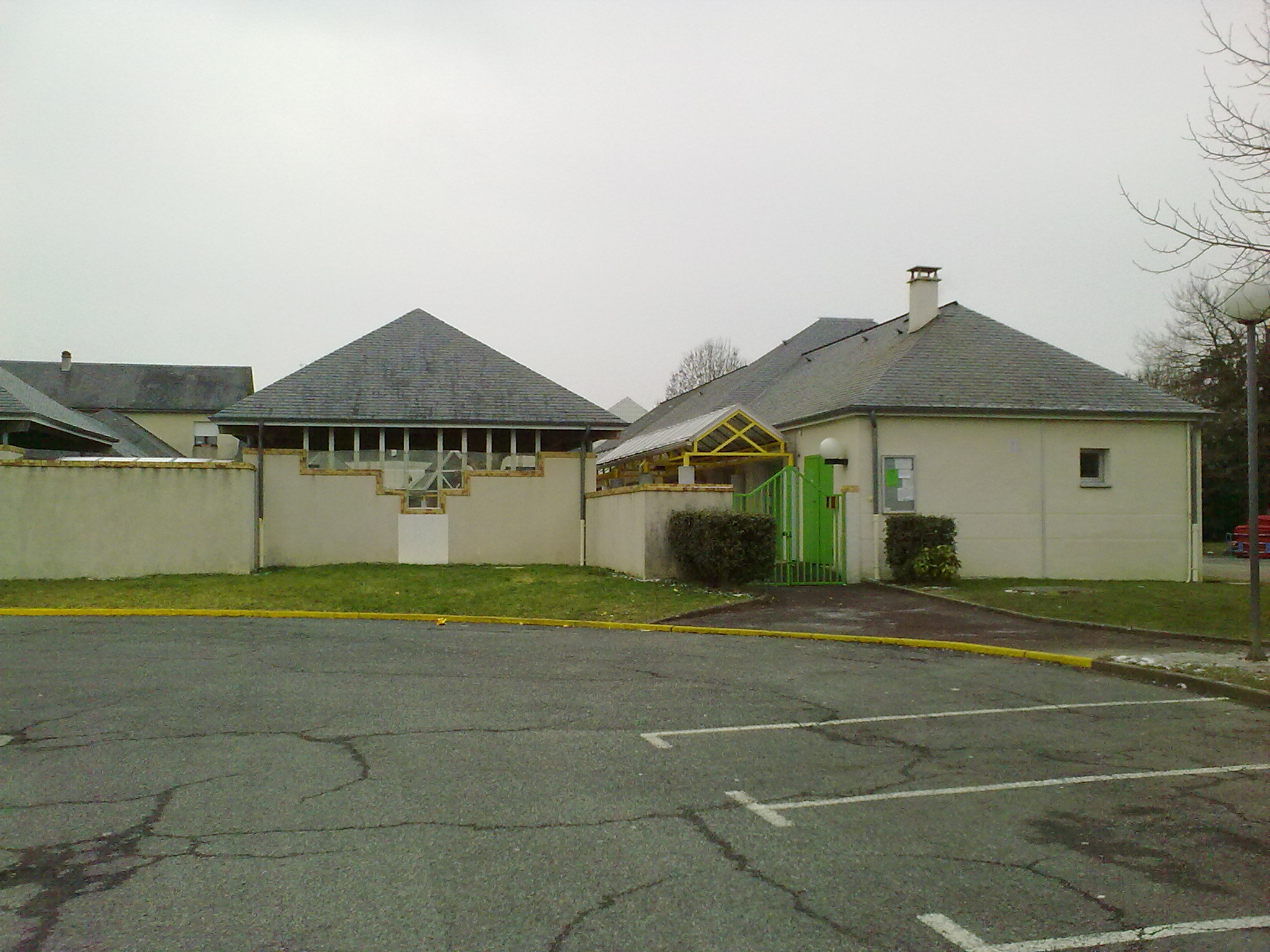
Saint - Jammes public school

 Saint-Jammes  là một xã của tỉnh Pyrénées-Atlantiques, thuộc vùng Nouvelle-Aquitaine, tây nam nước Pháp.